# Dobroniega Maria
Dobroniega Maria (ur. między 1010 a 1016, zm. 13 grudnia 1087) – ruska księżniczka z dynastii Rurykowiczów, polska księżna, żona Kazimierza I Odnowiciela.

## Życiorys
Córka Włodzimierza I Wielkiego, wielkiego księcia kijowskiego. Jej matka nie jest znana. Mogła nią być albo Anna, cesarzówna bizantyjska, albo ostatnia, nieznana z imienia żona Włodzimierza Wielkiego, która zmarła po 1018 roku. W literaturze historycznej (Aleksander Brückner, Stanisław Kętrzyński) pojawił się błędny pogląd, że była nie siostrą, ale córką Jarosława I Mądrego. Pochowana została na Wawelu, jednak jej grobowiec uległ zniszczeniu podczas budowy nowego kościoła, w czasie gdy biskupem krakowskim był Nanker.

## Rodzina

### Małżeństwo i potomstwo
Dobroniega prawdopodobnie ok. 1041 poślubiła Kazimierza I Odnowiciela (ur. 25 VII 1016, zm. 28 XI 1058). Z tego małżeństwa miała pięcioro dzieci:
- Bolesława II Śmiałego (ur. ok. 1042, zm. 2 lub 3 kwietnia 1081 lub 1082) – księcia Polski (1058–1076), króla Polski (1076–1079),
- Władysława I Hermana (ur. ok. 1043, zm. 4 czerwca 1102) – księcia Polski (1079–1102),
- Mieszka (ur. 16 kwietnia 1045, zm. 28 stycznia 1065) – hipotetycznego księcia Kujaw od 1058,
- Świętosławę Swatawę (ur. zap. 1046–1048, zm. 1 września 1126) – żonę Wratysława II, z dynastii Przemyślidów, księcia ołomunieckiego (1055–1056, 1058–1061), księcia Czech (1061–1085) oraz króla Czech (1085–1092),
- Ottona (ur. zap. 1047 lub 1048, zm. zap. 1048) – otrzymał imię po Ottonie, księciu Szwabii; późne źródła myliły go z Ottonem I Pięknym, księciem morawskim; teorię tę obalił ostatecznie Oswald Balzer.

### Genealogia
| Światosław I ur. ok. 942 zm. 972 | Światosław I ur. ok. 942 zm. 972 |                                            |                                            | Małusza ur. ? zm. 1002 | Małusza ur. ? zm. 1002 |  |  | NN ur. ? zm. ? | NN ur. ? zm. ? |                      |                      | NN ur. ? zm. ? | NN ur. ? zm. ? |
|                                  |                                  |                                            |                                            |                        |                        |  |  |                |                |                      |                      |                |                |
|                                  |                                  |                                            |                                            |                        |                        |  |  |                |                |                      |                      |                |                |
|                                  |                                  | Włodzimierz I Wielki ur. ? zm. 15 VII 1015 | Włodzimierz I Wielki ur. ? zm. 15 VII 1015 |                        |                        |  |  |                |                | NN ur. ? zm. po 1018 | NN ur. ? zm. po 1018 |                |                |
|                                  |                                  |                                            |                                            |                        |                        |  |  |                |                |                      |                      |                |                |
|                                  |                                  |                                            |                                            |                        |                        |  |  |                |                |                      |                      |                |                |
|                                  |                                  |                                            |                                            |                        |                        |  |  |                |                |                      |                      |                |                |

|                                                              |                                                              | Kazimierz I Odnowiciel ur. 25 VII 1016 zm. 28 XI 1058 OO ok. 1041 | Kazimierz I Odnowiciel ur. 25 VII 1016 zm. 28 XI 1058 OO ok. 1041 | Dobroniega Maria (ur. w okr. 1010–1016 zm. 13 XII 1087) | Dobroniega Maria (ur. w okr. 1010–1016 zm. 13 XII 1087) |                                                        |                                                        |                                                       |                                                       |
|                                                              |                                                              |                                                                   |                                                                   |                                                         |                                                         |                                                        |                                                        |                                                       |                                                       |
|                                                              |                                                              |                                                                   |                                                                   |                                                         |                                                         |                                                        |                                                        |                                                       |                                                       |
|                                                              |                                                              |                                                                   |                                                                   |                                                         |                                                         |                                                        |                                                        |                                                       |                                                       |
| Bolesław II Śmiały ur. ok. 1042 zm. 2 lub 3 IV 1081 lub 1082 | Bolesław II Śmiały ur. ok. 1042 zm. 2 lub 3 IV 1081 lub 1082 | Władysław I Herman ur. ok. 1043 zm. 4 VI 1102                     | Władysław I Herman ur. ok. 1043 zm. 4 VI 1102                     | Mieszko Kazimierzowic ur. 16 IV 1045 zm. 28 I 1065      | Mieszko Kazimierzowic ur. 16 IV 1045 zm. 28 I 1065      | Świętosława Swatawa ur. w okr. 1046–1048 zm. 1 IX 1126 | Świętosława Swatawa ur. w okr. 1046–1048 zm. 1 IX 1126 | Otto Kazimierzowic ur. w okr. 1047–1048 zm. zap. 1048 | Otto Kazimierzowic ur. w okr. 1047–1048 zm. zap. 1048 |